# Балка Собача
Балка Собача (рос. Б. Собачья) — балка (річка) в Україні у Синельниківському районі Дніпропетровської області. Права притока річки Нижньої Терси (басейн Дніпра).

## Опис
Довжина балки приблизно 3,78 км, найкоротша відстань між витоком і гирлом — 3,40  км, коефіцієнт звивистості річки — 1,11 . Формується декількома балками та загатами.

## Розташування
Бере початок на північно-західній околиці села Березнуватки. Тече переважно на північний захід і у селі Циганівка впадає у річку Нижню Терсу, ліву притоку Малої Терси.

## Цікаві факти
- У XX столітті на балці існували: 1 скотний двір, 1 газгольдер та 2 газові свердловини[3].